# TrekEarth

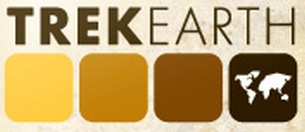
Logo oficial da TrekEarth

O TrekEarth é um site de internet que reúne fotógrafos profissionais, amadores e pessoas curiosas do mundo inteiro para publicar fotografias. Neste site, as pessoas podem expor suas fotos tiradas durante alguma viagem, ou que tenha algum valor artístico, ou ao menos que promova algum tipo de aprendizado sobre algum lugar do mundo. Os integrantes podem ainda escrever algum comentário relevante sobre a foto, levantar discussões e esperar críticas construtivas de outros usuários. Como o site disseminou-se mundialmente, existem pessoas de vários lugares do globo, de tal forma que pessoas que não se interessam por fotografia, mas curiosas em relação a lugares diferentes podem conhecer parte da vida cotidiana de várias regiões do mundo.
- Em 9 de Novembro de 2006, o site contava com 426.569 fotografias de 41.524 membros.
- Em 7 de Janeiro de 2008, o site contava com 678.607 fotografias de 63.302 membros.
- Em 4 de novembro de 2008, o site contava com 818.093 fotografias de 73.447 membros de 188 países.

Existem também o TrekLens o TrekNature, que funcionam de forma parecida com o TrekEarth.
Nota importante: As fotografias colocadas neste site estão sob direitos autorais, ou seja, não podem ser copiadas sem prévia autorização.